# 김선용
김선용(1987년 5월 26일~)은 대한민국의 테니스 선수이다. 2006년 도하 아시안게임 테니스 남자복식 동메달리스트이다.